# Culex philipi
Culex philipi är en tvåvingeart som beskrevs av Edwards 1929. Culex philipi ingår i släktet Culex och familjen stickmyggor. Inga underarter finns listade i Catalogue of Life.